# Schlacht bei Złoczów
Kraśnik – Komarów – Złoczów – 
Gnila Lipa – Lemberg – Grodek –
Rawa Ruska
Die Schlacht bei Złoczów fand am 26. August 1914 an der Ostfront des Ersten Weltkrieges statt. Es handelte sich um die Einleitungsschlacht der Schlacht von Lemberg. Dabei wurde der Angriff der österreichischen 3. Armee von den russischen Streitkräften zurückgeworfen. Das k.u.k. III. Korps versuchte vergeblich, von den Höhen bei Gologory in Richtung Złoczów vorzugehen. Das südlicher stehende k.u.k. XII. Korps sah sich bei Pomorzany von drei Seiten durch starke Übermacht bedroht. Die österreichisch-ungarischen Truppen mussten am 27. August vor der Übermacht der russischen 3. und 8. Armee hinter die Gnila Lipa zurückgehen.

## Vorgeschichte

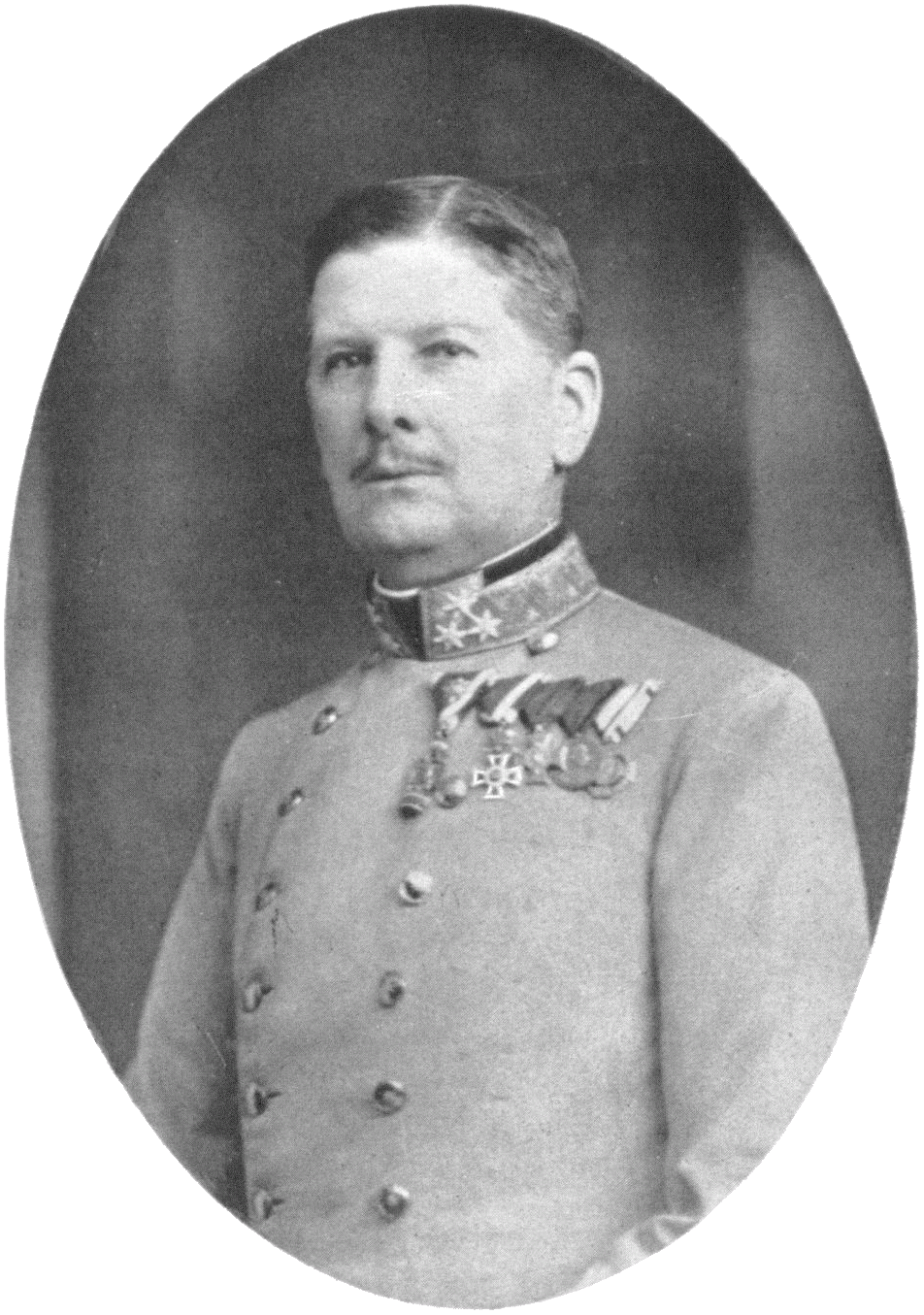
Rudolf Nikolaus Ritter von Brudermann

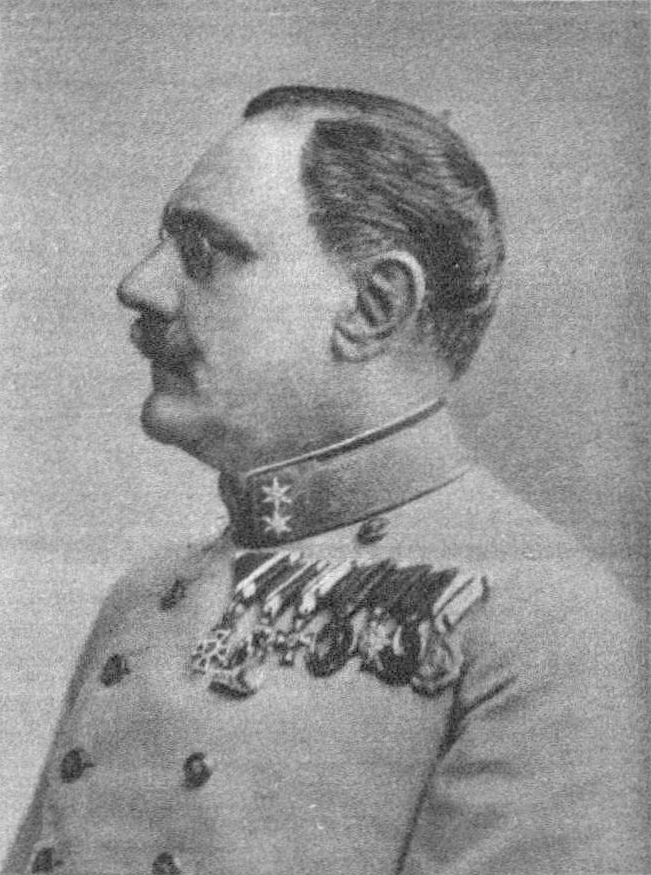
Emil Colerus von Geldern

Am 20. August war die k.u.k. Armeegruppe Koevess südlich des Dnjestr aufmarschiert, das III. Korps (6.,22. und 28. I.T.D.) stand im Raum Stryj und das XII. Korps (11., 16. und 35. Division) im Raum Stanislau. Die weitere Vormarschrichtung des III. Korps erfolgte unter Deckung durch die 5. und 8. Kavallerie-Division nordwärts in den Raum südwestlich von Lemberg und der Weg des XII. Korps nach Rohatyn. Die 38. Honved-Division (General Karg von Bebenberg) blieb zur Sicherung des Dnjestr-Überganges im Raum Halicz zurück. Der linke Flügel der österreichischen Streitkräfte an der Weichsel und im Raum südlich von Radom (k.u.k. 1. Armee) kämpfte bis 25. August in der Schlacht von Kraśnik erfolgreich, die Kämpfe der k.u.k. 4. Armee beiderseits Tomaszów Lubelski waren noch nicht entschieden, aber im Raum östlich von Lemberg bedrohte der Anmarsch der russischen 3. und 8. Armee den rechten Flügel der Österreicher.
Zur Sicherung Lembergs sah der Plan des Generalstabschefs Conrad vor, einen eigenen Angriff gegen die aus dem Raum Brody – Tarnopol vorrückende russische 3. Armee (General Nikolai Russki) anzusetzen. Dieser Plan fand den Beifall des sich in Przemysl befindlichen Armee-Oberkommandaten Erzherzog Friedrich. Der österreichische Armeeführer General der Kavallerie Rudolf von Brudermann erhielt außer seinen beiden Korps (XI. Korps, General der Kavallerie Desiderius Kolossváry de Kolosvár und III. Korps, General der Infanterie Colerus von Geldern) noch das vom Dnjestr-Abschnitt herangeführte XII. Korps zur Verfügung gestellt. Die Hauptstoß war von den Höhen südlich der Straße von Lemberg in Richtung Zloczów anzusetzen. Das III. und XII. Korps (zusammen 8 Infanterie- und 3 Kavallerie-Divisionen) sollten durch eine Offensive versuchen, den Gegner an der Zlota Lipa, einem Zufluss des Dnjestr aufzuhalten.
Am 25. August war auch das Armeeoberkommando 2 unter General der Kavallerie von Böhm-Ermolli in Stanislau aus dem serbischen Kriegsschauplatz eingetroffen, um von der Armeegruppe des General der Infanterie Kövess das Kommando über den rechten Flügel der k.u.k. Streitkräfte in Galizien zu übernehmen. Weil die ursprünglich dem AOK 2 zugeordneten Verbände – das III. und XII. Korps – zu Beginn des Aufmarsches der 3. Armee unterstellt worden waren, das VII. Korps sich noch im Antransport befand und das IV. Korps noch in Syrmien eingesetzt war, verfügte das AOK 2 zunächst über keine Truppen. Die verlustreichen Gefechte der 38. Honved-Division bei Monastyryska und Podhajce festigten bei General von Böhm-Ermolli aber die Ansicht, nicht mit zersplitterten Einheiten in die Kämpfe einzugreifen, sondern erst die Versammlung größerer Verbände abzuwarten.

### K.u.k. Aufmarsch
An der Nordflanke der k.u.k. 3. Armee sicherte die 11. Honved-Kavallerie-Division (Generalmajor Julius von Nagy) den Bug-Abschnitt bei Kamionka-Strumilowa gegenüber der russischen 69. Reserve-Division und den Vortruppen des russischen XXI. Armeekorps. Das k.u.k. XI. Korps ließ starke Sicherungen im Raum Lemberg zurück, die 11. Marsch-Brigade sowie die 93. Landsturm-Brigade hatten das nördliche und östliche Vorfeld von Lemberg zu decken. Am 24. August rückte das III. Korps nach Osten vor: links gedeckt durch die 4. Kavallerie-Division (Generalmajor Edmund von Zaremba), welche nördlich von Gliniany auf die Höhen von Biały Kamień (Wałbrzych) vorzurücken hatte. Am linken Flügel des III. Korps marschierte die 28. I.T.D. (FML Rudolf Králicek) über Wyzniany-Kurowice vor, in der Mitte die 6. I.T.D. (FML Gelb ) – voraus mit der 11. Infanterie-Brigade (FML von Fabini) südlich der Straße von Lemberg nach Zloczow, rechts mit der 22. Schützen-Division (FML Heinrich Kraus von Elislago) über Manaczowka. Die tirolerische 88. Landwehr-Brigade (Oberst Karl Georgi) sollte diesem Angriff über Pomorzany und die Höhen östlich der Machnowka folgen. Im Süden war die Armeegruppe Koevess am rechten Flügel bei Brzezany mit der 11. I.T.D. (FML Alois Pokorny) auf Truppen der russischen 8. Armee gestoßen. An der linken Flanke erfolgte der Angriff mit der 16. I.T.D. (FML Franz Paukert) auf den Höhen bei Dunajow. Von der 2. Armee versammelte sich das VII. Korps (GdI Meixner von Zweienstamm mit der 17. und 20. Division) noch im Raum Tumowo—Stryj und hatte sich bereit zu machen, nach Norden oder Osten vorzugehen. Die 8. Kavallerie-Division (FML Georg von Lehmann) wurde am Nachmittag bei Podwysokie von russischer Reiterei zurückgeworfen und ging auf Rohatyn zurück. Die 5. Honved-Kavallerie-Division (Generalmajor Samuel Apór) befand sich bereits auf den Rückzug in Richtung Halicz.

### Russischer Aufmarsch

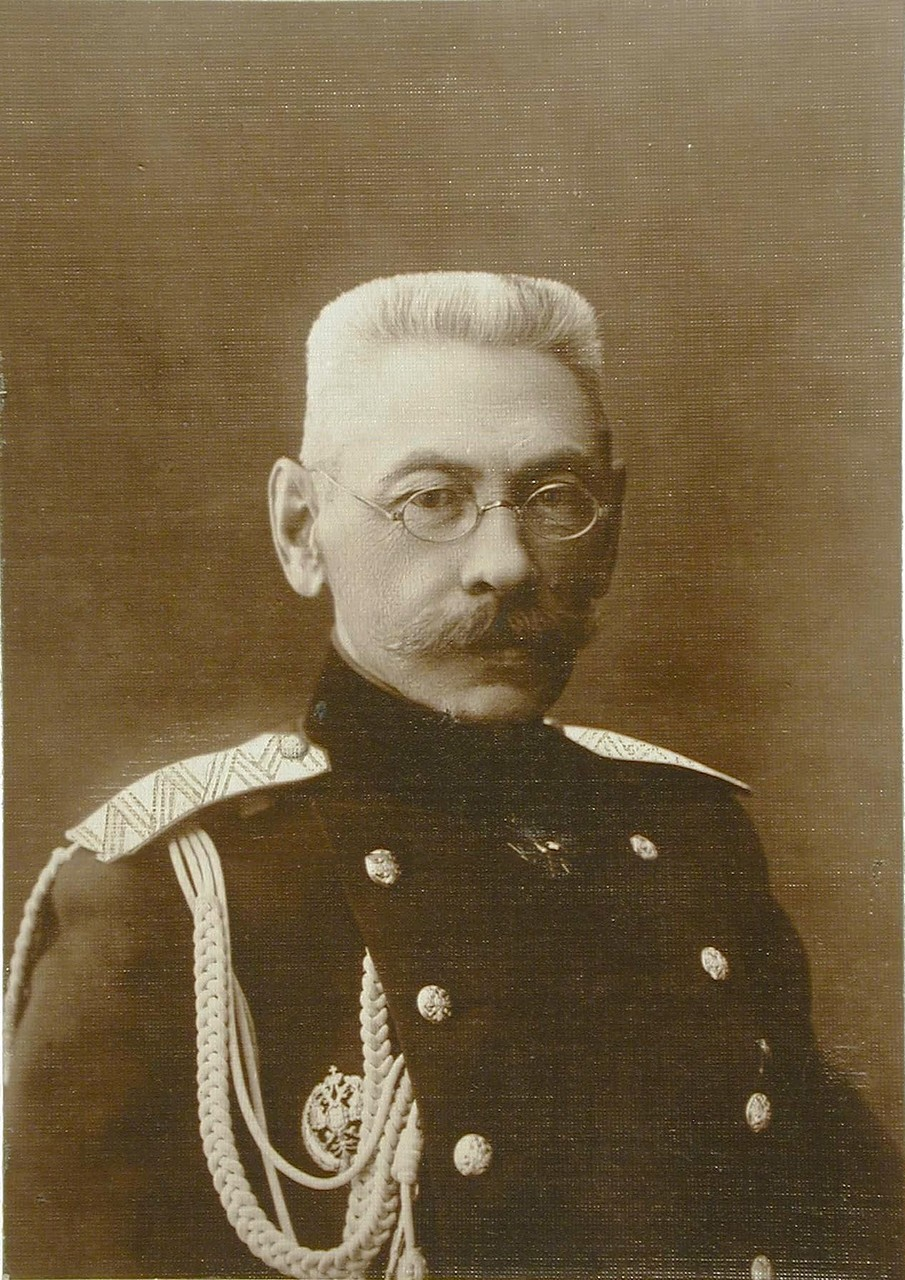
General Nikolai Russki

Die russische 3. Armee erreichte am 25. August die Linie Kamionka-Strumilowa-Golgory-Dunajow. Die Nordflanke am Bug sicherte die 69. Reserve-Division, das XXI. Armeekorps mit vorgeschobener 11. Kavallerie-Division erreichte den Raum beiderseits von Busk, die 3. Kavallerie-Division stand bei Bialy Kamien. Die Mitte der 3. Armee (IX. Korps mit 5. und 42. Division) befand sich von Brody her im Vorgehen auf Zloczow. Die 10. Kavallerie-Division unter General Graf von Keller stand bei Zborow und die 31. Infanterie-Division (General Protopopow) erreichte Pomorzany, dahinter folgte die 60. Reserve-Division (Generalmajor Pjotr Baranow) nach Zborow nach. Das russische IX. Armeekorps (General Schtscherbatschow) stand um Zloczow. Am linken Flügel hielt das X. Korps mit der 9. Infanterie-Division (General Klembowski) im Raum Koniuchy den Anschluss an die russische 8. Armee (General Alexei Brussilow). Das VII. Korps der 8. Armee hatte Tarnopol bereits besetzt, eine Division des VIII. Korps war bei Zbrucz über den Strypa gegangen. Beide Divisionen des russischen XII. Korps (General Leonid Lesch) waren im Raum Brzezany bei Lipki auf die Kote 401 und über die Höhe Czyzew vorgegangen und sollten vom Süden her auf Lemberg vorrücken und den rechten Flügel der k.u.k. 3. Armee zur Stadt drängen.
3. Armee
Befehlshaber: General der Inf. Nikolai Wladimirowitsch Russki
- XXI. Korps (General der Inf. Jakow Fjodorowitsch Schkinski) – 33. und 44. Division
- 69. Reserve-Division (Generalmajor Alexander Petrowitsch Gawrilow)
- XI. Korps (General der Kav. Wladimir Wiktorowitsch Sacharow) – 11. und 32. Division
- IX. Korps (General der Inf. Dmitri Grigorjewitsch Schtscherbatschow) – 5. und 42. Division
- X. Korps (Gen. der Kav. Thadeus von Sievers) – 9. und 31. Division, 60. Reserve-Division
- Kavalleriekorps Keller (Generalmajor Fjodor Arturowitsch Keller) – 1. Kuban-, 9. und 10. Kavallerie-Division

8. Armee
Befehlshaber: General der Kavallerie Alexei Alexejewitsch Brussilow
- VII. Korps (Gen. der Inf. Jedward Wilgelmowitsch Eck) – 13. und 34. Division
- XII. Korps (Gen. der Inf. Leonid Wilgelmowitsch Lesch) – 12. und 19. Division
- VIII. Korps (Gen. der Inf. Radko Dimitriew) – 14. und 15. Division
- Kavalleriekorps Pawlow (Generalmajor Alexander Alexandrowitsch Pawlow) – 3. kaukasische-, 2. Kuban-Kosaken- 11. und 12. Kavallerie-Division
- XXIV. Korps (Gen. der Kav. Afanassi Andrejewitsch Zurikow) – 48. und 49. Division

## Der Kampf

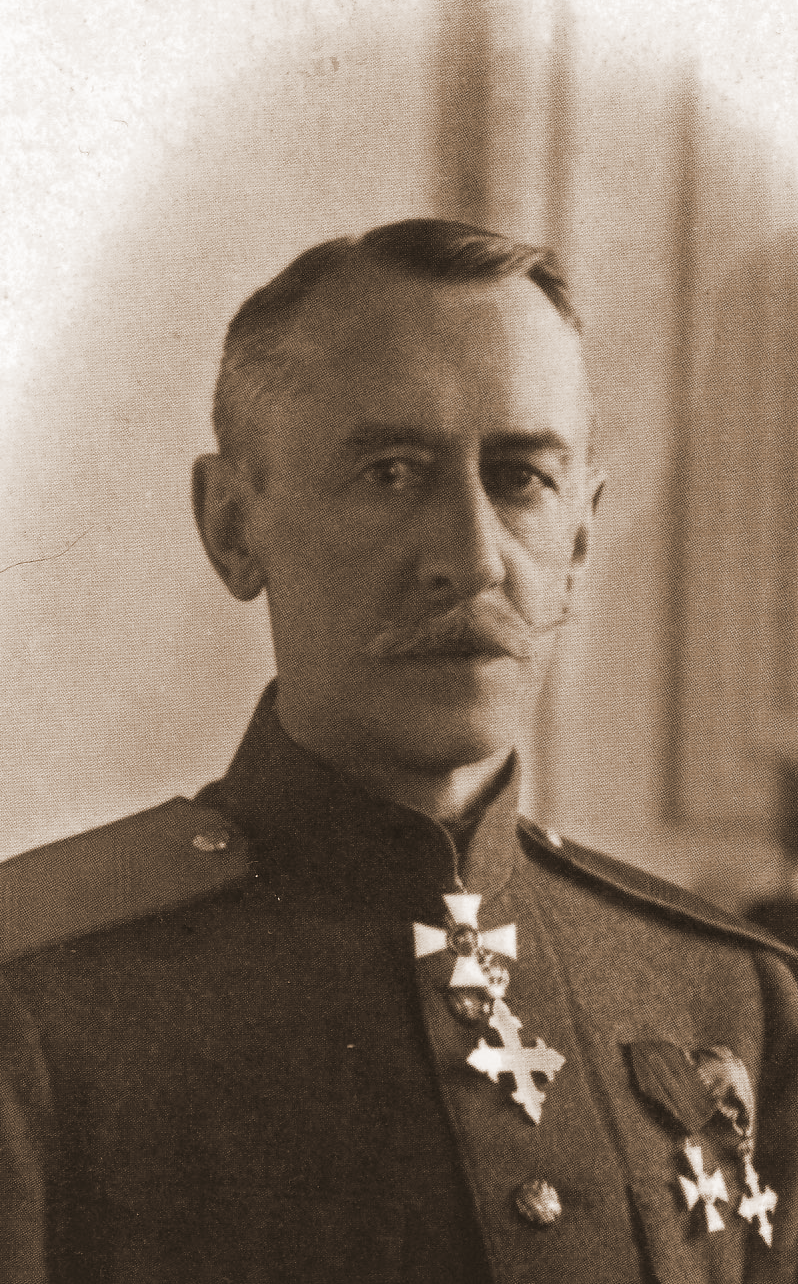
General Dmitri Schtscherbatschow

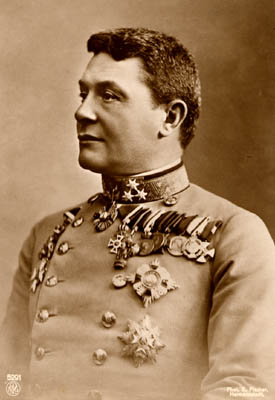
Hermann Kövess von Kövesshaza

Die k.u.k. 3. Armee stand mit etwa 115 Bataillonen und 376 Geschützen fast 200 russischen Bataillonen mit 685 Geschützen der russischen 3. Armee frontal gegenüber. General der Kavallerie von Brudermann befahl den österreichisch-ungarischen Angriff über die Linie Dunajów—Gliniany in Richtung auf Zloczow. Am 25. August abends erreichte der Vormarsch des XII. Korps den Raum östlich von Janczyn und Przemyślany, das III. Korps den Raum um Gologóry und Bortków, das XI. Korps verblieb dahinter als Reserve zwischen Dziedzilów und nördlich des Jaryczowski-Kanals stehen.
Von dem am 26. August geplanten Vorstoß auf Zloczow hing die Entscheidung über den Erhalt oder Verlust der galizischen Hauptstadt Lemberg ab. An der Nordflanke der 3. Armee bei Kamionka-Strumilowa versuchte die 11. Honved-Kavallerie-Division den russischen Übergang am Bug zu verhindern. Rechts sollte das XII. Korps den Raum südlich von Remizowce, in der Mitte das III. die Höhen südwestlich von Zloczów und links das XI. Korps den Bug-Abschnitt zwischen Krasne und Busk erreichen. Der Schutz der Südflanke im Raum um Narajow bis Brzezany wurde der 11. I.T.D. sowie der 8. Kavallerie-Division übertragen, welche bald durch die auf Przemyslany zurückgenommene 4. Kavallerie-Division verstärkt wurden. Das steirische III. „Eiserne“ Korps (45 Bataillone, 7 Schwadronen und 140 Geschütze) begann mit drei Divisionen den Vorstoß zum Dorf Zalesie (Zalissya), gleichzeitig rückte der linke Flügel des XII. Korps auf Pomorzany nach Osten vor. Bei der 28. I.T.D. (FML Gelb) rückte die 55. Brigade (Generalmajor Alfred von Hinke) auf Kurowice und die 56. Brigade (Generalmajor Johann von Fernengel) bereitete den Angriff auf den Höhen nordwestlich von Gliniany vor. Die Regimenter der 28. und der 6. I.T.D. gingen über die Niederungen von Bortków und Gologóry vor. Die 28. I.T.D. (FML Kralicek) konnte nördlich der Lemberger Straße die Vortruppen des russischen XI. Korps (General Sacharow) zurückdrängen und erreichte das Lackie, wo sie festlief. Im waldigen und schwer gangbaren Hügelland kämpfte sich die 6. I.T.D. auf gleiche Höhe mit der 28. I.T.D. vor und übernahm dann die Angriffsspitze. Die 11. Brigade (Generalmajor von Fabini) griff über Nowosiolki und die 12. Brigade (Generalmajor Krasel) über Lahodow auf Gologory an. Am rechten Flügel konnte sich die 22. Schützen-Division (FML Krauss-Elislago) nicht auf gleicher Höhe halten und blieb weit von der Zlota Lipa zurück.
Die Divisionen des Korps Schtscherbatschow stürzten auf die offene Südflanke der 6. Division, worauf der rechte Flügel dieser Formation auf Gologóry zurückgenommen werden musste. Der 22. Schützendivision wurde in Unkenntnis der Lage ein entlastender Stoß zugunsten der 6. I.T.D. aufgetragen, danach sollte sich die Division südlich von Gologóry behaupten. Als zwischen der 6. und der 28. I.T.D. immer mehr russische Kräfte einsickerten, wich diese zunächst hinter die Olszanica zurück. Teile des k.u.k. XI. Korps waren derweil als Verstärkung des linken Flügel des III. Korps herangezogen. Die 44. I.T.D. (FML Tschurschenthaler) behauptete sich bei Busk, die Vorhuten des russischen XI. und IX. Armeekorps drangen an dieser beidseitig weiter nach Westen vorbei. Die 11. Brigade (Generalmajor von Fabini) scheiterte am Angriff auf das Dorf Zalesie. Am frühen Nachmittag hatten auch die Truppen der 22. Schützen-Division aufgeschlossen, doch der nicht einheitlich geführte Angriff kam ohne Artillerie-Unterstützung nicht voran. Der Angriff der 43. Brigade (Oberst Nemeczek mit Schützenregiment 3 und 26) auf Zorzkow-Zukow und jener der Südkolonne mit der 44. Brigade (Oberst Ignaz Schmidt von Fussina mit Infanterieregiment 3 und 26) gegen Wysoka Gora-Kropiwina trafen an der Linie Kibanow-Krasne auf starken russischen Widerstand.
Das III. Korps stand auf den Höhen südwestlich Zloczow und in der Niederung davor den ganzen Tag über in schweren Kämpfen mit starken russischen Kräften. Die Österreicher konnten dem Druck des russischen IX. Korps nicht länger standhalten. Das IR 47 (Oberst Karl Scotti) flutete aus Skwarzawa zurück, Generalmajor Hinke wurde beim Versuch der Erstürmung der Mogila Höhe verwundet.

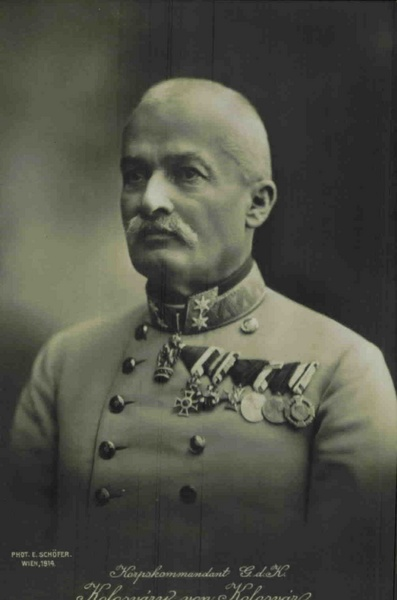
Desiderius Kolossváry von Kolosvár

Nach dem Abmarsch waren General der Infanterie Kövess verspätet die Meldungen über die unglücklichen Gefechte bei Monasterzyska und Podhajce zugekommen. Er hatte nach dem Eintreffen von Böhm-Ermolli das Korpskommando XII wieder übernommen, setzte zunächst, da bloß untergeordneter Feind gemeldet worden war, nur die 16. I.T.D. zum Angriff gegen Remizowce an, während die 11. im Verein mit der 8. Kavallerie-Division die Flanke bei Narajów zu decken und die 35. dahinter sich als Reserve für beide bereitzuhalten hatte. Um seine Südflanke besorgt, setzte General Kövess die 35. I.T.D. gegen Narajów an, von wo sie jedoch der über diese Maßnahme ungehaltene Armeekommandant auf das Schlachtfeld von Dunajów rief. Nach Mittag trat die Vorhut der durch den Anmarsch ermüdeten Division aus dem Walde östlich von Dunajów heraus und traf auf russische Truppen, bei diesem Treffen wurde der Divisionär FML Viktor Njegovan verwundet und später durch Vinzenz Fox ersetzt. Die Truppen mussten an den Westrand des Waldes zurückgenommen werden. Die 11. I.T.D. (FML Pokorny) schlug zunächst nach einem Vorstoß der 22. Brigade (Generalmajor Alexander von Wasserthal) russische Reiterei zurück, die von Brzezany her vorgerückt war. Am Südflügel des Korps wich die 8. Kavallerie-Division vor der Reiterei des Kavalleriekorps Baron Keller gegen Rohatyn zurück und hatte dabei schwere Verluste erlitten. Die 16. I.T.D. stieß auf der Höhe Orne mit der vordersten der drei Divisionen des russischen X. Korps zusammen. Das IR 82 (der 32. Brigade Goldbach) konnte über Wypyski die Gnila Lipa erreichen und überschreiten. Etwas zurückgedrängt, gelang es ihr immerhin, östlich der Zlota Lipa festen Fuß zu behalten. Derweil drang das russische VII. Armeekorps (General der Infanterie Eck) der russischen 8. Armee nach Nordwesten vor, die k.u.k. 11. Division versuchte den Gegner vergeblich bei Pomorzany aufzuhalten.
Der Korpskommandant von Colerus gab der 6. I.T.D. um 16:15 Uhr in Anbetracht der schwierigen Lage den Befehl zum Rückzug nach Gologóry, auch die 28. I.T.D. hatte ihren rechten Flügel entsprechend zurückzunehmen. Die 12. Brigade (Generalmajor Krasel) deckte den Rückzug über Gologory zurück nach Olszanice, die 11. Brigade hielt mit dem IR 7 (Oberst Koschatzky) und dem FJB (Oberst Lustig) und das FJB 8 die Linie Gologory-Tredowacz bis Nowosiolki, wo die 28. I.T.D mit dem IR 27 (56. Brigade) anschloss.
Der österreichische Generalstabschef Conrad von Hötzendorf erfuhr abends vom vollen Umfang der Niederlage der 3. Armee und sah den Grund darin, dass zu viele Truppen nördlich der Lemberger Straße angesetzt waren und die Schlachtordnung im Hügelgelände südlich der Straße zu wenig fest zusammengefasst worden war. Die ersten Nachrichten über die Rückschläge bei der 3. Armee hatten das k.u.k. Oberkommando veranlasst, die Reserve der 23. I.T.D. (Generalmajor Daempf) und die 88. Kaiser-Schützen-Brigade durch Lemberg nach Winniki vorzuführen und dem AOK 3 auch das XIV. Korps (Erzherzog Joseph Ferdinand) mit seinen zwei Divisionen (3. und 8.) zur Verfügung zu stellen.
Die Truppen des russischen Generals der Infanterie Russki wurden durch das VII. Korps der 8 Armee verstärkt und verfolgten am 27. August zusammen mit dem rechten Flügel der Armee Brussilow mit jetzt 292 Bataillonen die 115 der auf die Gnila Lipa zurückgehenden Österreicher. Der Kommandant des k.u.k. XI. Korps erhielt am Vormittag zusätzlich die Nachricht vom erzwungenen Rückzug der 11. Honved-Kavallerie-Division aus der Kamionka-Strumilowa Stellung und das dortige Vorgehen russischer Kräfte und bei Derewlany. Die zu Hilfe gerufene 44. Schützen-Division konnte bloß ein Regiment zur Aufnahme der vom Bug verdrängten Kräfte nach Zoltance vorschieben. General Kolossváry hatte sich entschieden, das Infanterieregiment Nr. 80 der 30. I.T.D. (FML Julius Kaiser) zur Deckung der bedrohten linken Armeeflanke gegen Norden aufschwenken zu lassen. Zudem wurde die 11. Marsch-Brigade und die 93. Landsturm-Brigade unter der Befehl des Generalmajor von Schönburg-Hartenstein westlich von Krasne zu einer Kombinierten Division zusammengefasst, um dem zurückflutenden III. Korps neuen Halt zu geben.

## Folgen
De Österreicher wurden am 27. August von der Übermacht der russischen 3. Armee auf die Gnila Lipa zurückgeworfen. Nach der Niederlage der k.u.k. 3. Armee in der Schlacht an der Gnila Lipa brach die russische 3. Armee am 30. August mit über 100.000 Mann (XXI, XI., IX. und X. Korps) über Gliniany auf die Hauptstadt Galiziens durch. Die Schlacht veränderte die Kriegslage nachhaltig zugunsten der Russen, Lemberg ging am 2. September verloren. Durch eine weitere schwere Niederlage in der Schlacht bei Rawa Ruska waren die Österreicher, welche enorme Verluste hatten, zum Rückzug auf die San-Linie gezwungen. Um diesen Vormarsch der russischen Truppen zu behindern, griff das k.u.k Militär zur Strategie der verbrannten Erde, vernichtete auf ihrem Rückzug systematisch ganze Dörfer und vertrieb deren Bevölkerung, was eine enorme Flüchtlingswelle zur Folge hatte.